# Yudeung-myeon
Yudeung-myeon (koreanska: 유등면) är en socken i kommunen Sunchang-gun i provinsen Norra Jeolla i den sydvästra delen av Sydkorea, 240 km söder om huvudstaden Seoul.